# Bronson (film)
Bronson  (izvirno angleško Bronson) je britanski biografski film režiserja Nicolasa Winding Refna iz leta 2008.
Bronson, britanski biografski film iz leta 2008 s Tomom Hardyem v glavni vlogi, sledi življenjski zgodbi zloglasnega zapornika Michaela Gordon Petersona oz. Charlesa Bronsona, kakor ga je poimenoval promotor njegovih bojev. Kljub temu, da je bil rojen v spoštovano družino srednjega razreda, je Peterson postal eden izmed najbolj nevarnih kriminalcev Združenega kraljestva in je poznan po temu, da je skoraj celotno odraslo življenje preživel v samicah po raznih zaporih Velike Britanije. Film je posnet z obilico trpkega humorja in briše črto med komedijo in grozljivko.

## Zgodba
Leta 1974 se vročekrvni 19-letnik po imenu Michael Peterson odloči, da si hoče ustvariti ime in tako z doma izdelano odrezano puško in glavo polno sanj poskuša oropati poštni urad. Hitro ujet in prvotno obsojen na sedem let zapora, Peterson preživi nadaljnih 34 let življenja za rešetkami, od katerih jih trideset preživi v samici. Med tem časom Michael Petersen, fant, izgine v pozabo in Charles Bronson, njegov zvezdniški alter ego, prevzame vajeti.

## Snemanje
Za vlogo v filmu, je Hardy večkrat telefoniral z resničnim Charlesom Bronsonom , preden sta se srečala v živo. Med njunimi srečanji je bil Bronson tako impresioniran nad tem, kako zelo je Hardy ojačal svoje telo in kako dobro ga je oponašal, da si je obril svoje znamenite brke, da jih je lahko Hardy uporabil v filmu. Film je bil posnet v St. Anne in okolici, Sherwoodu, Worksopu in v krajih okoli Nottinghama in Nottinghamshira. Pošta prikazana na začetku filma se nahaja v Lostwithielu, Cornwall. Režiser Nicholas Winding Refn ni smel obiskati Bronsona v zaporu ker ni bil državljan Velike Britanije. Dovoljena sta bila samo dva klica med njim in Charlesom Bronsonom.

## Vloge
- Tom Hardy kot Michael Peterson alias Charles Bronson
- Matt King kot Paul Daniels, lastnik nočnega kluba in biši sojetnik
- James Lance Phil Danielson, kot učitelj umetnosti v zaporu
- Amanda Burton kot Charliejeva mati
- Kelly Adams kot Irene Peterson, Charliejeva žena
- Juliet Oldfield kot Alison, Charliejeva ljubimka
- Jonathan Phillips kot upravnik zapora
- Mark Powley kot stražar zapora Andy Love
- Hugh Ross kot stric Jack
- Joe Tucker kot John White, pacient v Ramptonu